# Morris Marina
La Marina è un'autovettura prodotta dalla British Leyland Motor Company tra il 1971 ed il 1980 e commercializzata solo con il marchio Morris.

## Contesto
Per tutti gli anni sessanta le due "anime" della British Motor Corporation, Austin e Morris avevano venduto modelli perfettamente identici attraverso una rete di vendita separata e in forte competizione.
Il management della neonata British Leyland si rese conto (almeno in questo frangente perché l'errore sarà ripetuto con la successiva Princess) che la situazione era paradossale.
I sofisticati modelli 1100/1300 e 1800, inoltre, non soddisfacevano quella fetta di clientela più affezionata che prediligeva un'automobile semplice e tradizionale.
L'obiettivo dichiarato era quello di creare una concorrente per il best seller Ford Cortina, a trazione posteriore, da produrre a costi contenuti (utilizzando componenti meccanici derivati da altri modelli).
Venne avviato così, nel 1968, il progetto Ado 28, che teneva conto delle caratteristiche della rivale Ford in più d'un punto: trazione posteriore, linea a tre volumi dalle forme squadrate e semplici (ma venne, contemporaneamente, sviluppata una versione con coda fastback), dimensioni esterne simili e meccanica semplice (come, ad esempio, il retrotreno ad assale rigido con balestre semiellittica a foglia) e robusta.
Tutte le componenti tecniche utilizzate per la Marina vennero mutuate, per contenere al massimo i costi ed ottenere un buon margine di profitto unitario, da altri modelli del gruppo. Le sospensioni, per esempio, arrivavano dalla Morris Minor, mentre il cambio era lo stesso della Triumph 1300, così come l'impianto frenante misto
Anche la gamma dei motori non presentava novità: alla base si poneva il classico (e un po' vetusto) 4 cilindri con monoalbero laterale (con distribuzione ad aste e bilancieri e alimentazione a carburatore singolo) A-series di 1275cm³ da 57cv, mentre al top si poneva il B-series di 1798 cm³ con 1 (83cv) o 2 carburatori (95cv).

## Versioni

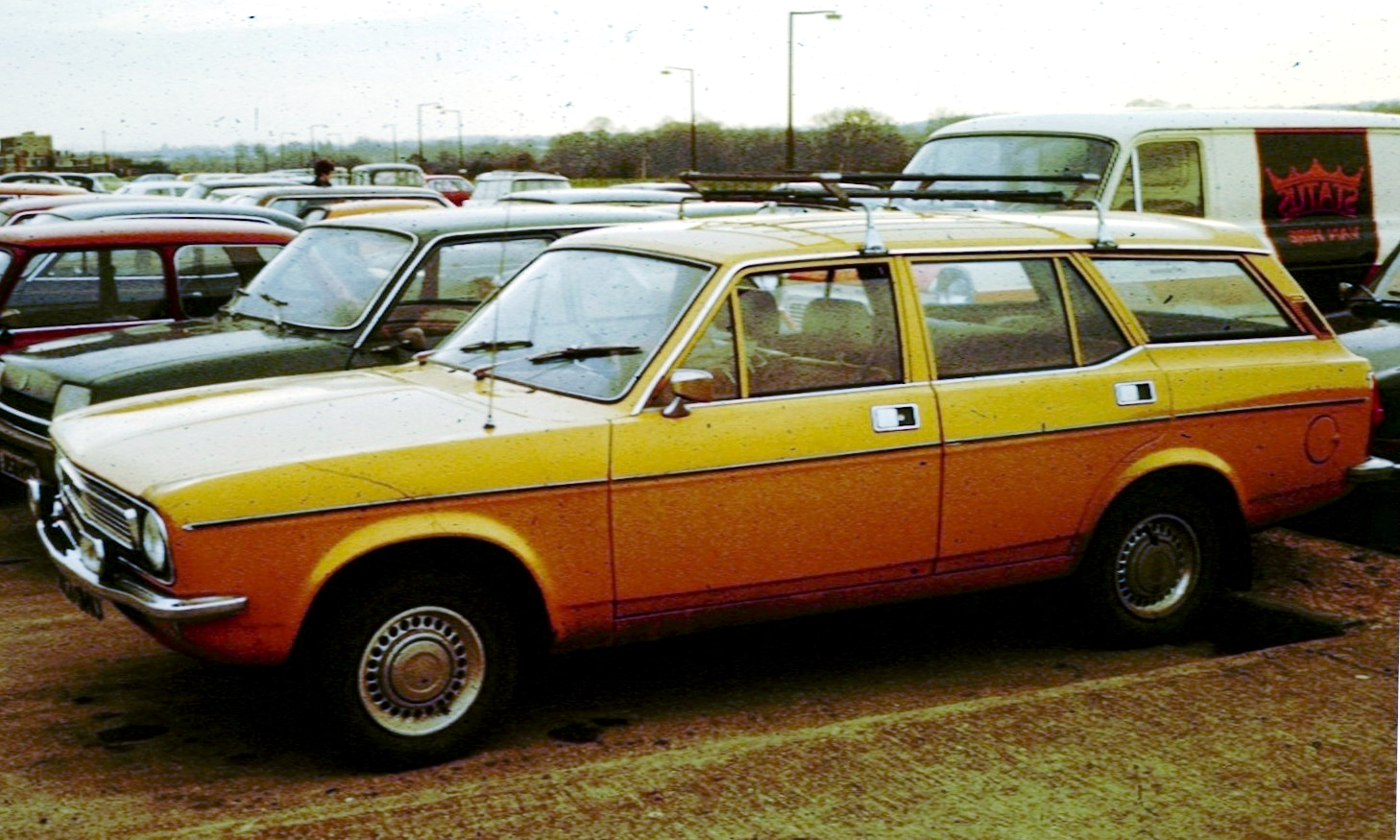
La versione station wagon

Al momento del debutto, avvenuto a Cannes nel 1971, la Marina era disponibile in versione fastback a 2 porte (definita, impropriamente coupé) o berlina a 4 porte in due allestimenti, De Luxe e Super De Luxe, molto ricchi.
Tutti e tre i motori disponibili (1300, 1800 e 1800 Twin Carburator) erano abbinabili ad entrambi corpi vettura disponibili e ad entrambi gli allestimenti proposti.
Quando la Marina esordì il modello che aveva fatto da "faro" alla sua progettazione, la seconda generazione della Cortina, era stato rimpiazzato da una nuova, più grande e stilisticamente meglio riuscita generazione: la MK3. Fu anche per questo che, pur ritagliandosi un proprio spazio commerciale, la Marina non ottenne mai il successo pianificato dalla British Leyland. Le versioni più potenti, inoltre, in virtù della semplicità dell'asse posteriore soffrivano di un evidente sottosterzo.
Nel 1973 venne introdotta la riuscita versione station wagon a 5 porte, denominata Marina Estate e disponibile con tutti i motori e gli allestimenti previsti per il resto della gamma.
Nel 1978 un restyling esterno (paraurti in plastica e mascherina, nello stesso materiale, nera) e interno (plancia, sedili e pannelli ridisegnati) diede vita alla seconda serie, la cui maggior novità tecnica era rappresentata dall'adozione, accanto al confermato 1300 A-series, del 4 cilindri O-series con albero a camme in testa di 1748 cm³ (proveniente dalla Austin Maxi) al posto del B-series di 1,8 litri. La potenza della nuova unità era di 75cv per la versione monocarburatore e di 98cv per quella con doppio carburatore.
Gli allestimenti, sempre abbinabili a tutti i motori e a tutti i corpi vettura (berlina, Estate e coupé) disponibili, cambiarono nome in L e HL.
La produzione cessò nel 1980, dopo 1.163.116 unità prodotte.

## Nei Media
La Morris Marina è stata più volte presa di mira dai conduttori della trasmissione televisiva britannica Top Gear, che l'hanno ritenuta una vettura priva di caratteristiche innovative: hanno dimostrato la loro antipatia verso tale auto distruggendone alcuni esemplari durante le numerose serie dello show, facendovi ogni volta precipitare un pianoforte sul tetto. Inoltre essa è stata inserita al quarto posto tra le peggiori auto nel libro "Top Gear: Car Craps".